# ويليم جراسدورب

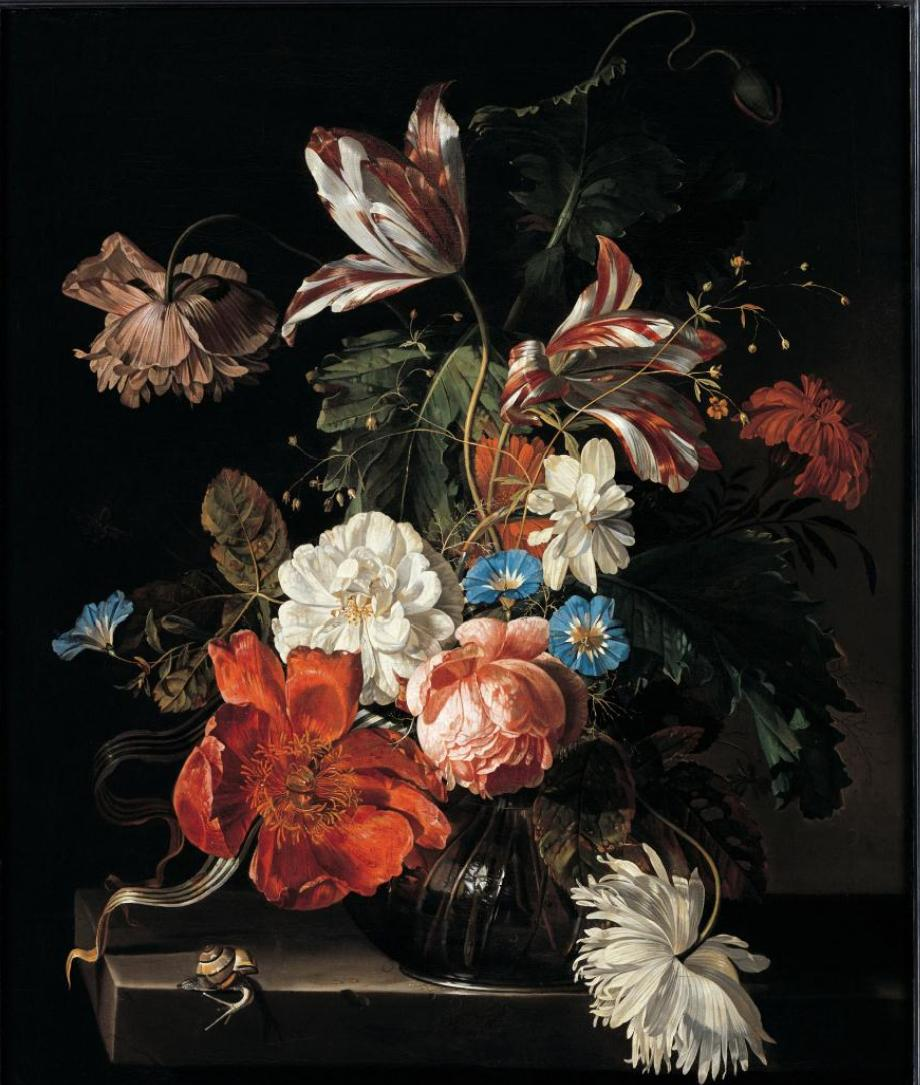

ويليم جراسدورب (1678 - 1723) كان رسام في القرن الثامن عشر الميلادي من هولندا الشمالية.

## روابط خارجية
- Willem Grasdorp on أرتنيت